# Татрански окръг
Татрански окръг  (на полски: Powiat tatrzański) е окръг в Южна Полша, Малополско войводство.
Заема площ от 471,65 км2. Административен център е град Закопане.

## География
Окръгът се намира в историческия регион Малополша. Намира се край границата със Словакия в южната част на войводството. Разположен е в Полските Татри – високата част на Северните Карпати.
Населението на окръга възлиза на 67 640 души към 2012 г. Гъстотата на населението е 143 души/км2.

## Деление
Административно окръгът е разделен на 5 общини.
Градска община
- Закопане

Селски общини
- Община Бяли Дунайец
- Община Буковина Татренска
- Община Кошчелиско
- Община Поронин

## Фотогалерия
- Закопане
- Бяли Дунайец
- Кошчелиско
- Поронин